# Tricongius
Tricongius is een geslacht van spinnen uit de  familie van de Prodidomidae.

## Soorten
- Tricongius amazonicus Platnick & Höfer, 1990
- Tricongius collinus Simon, 1893
- Tricongius granadensis Mello-Leitão, 1941